# Emilio Pantanali
Emilio Pantanali (Udine, 15 novembre 1893 – Roma, 31 gennaio 1952) è stato un militare italiano, decorato di medaglia d'oro al valor militare a vivente nel corso della prima guerra mondiale.

## Biografia
Nacque a Udine il 15 novembre 1893, figlio di Luigi e di Maria Verzegnassi. Arruolato nel Regio Esercito nell'agosto 1914, fu ammesso a frequentare il corso per allievi ufficiali il 30 aprile 1915, nell'imminenza dell'entrata in guerra del Regno d'Italia, poi avvenuta il 24 maggio. Nell'ottobre dello stesso anno fu nominato sottotenente in servizio al 7º Reggimento bersaglieri con il compito di addestrare le reclute. Chiese, ed ottenne, di essere mandato in zona di operazioni in forza al XL Battaglione del 1º Reggimento bersaglieri schierato sull'altopiano di Asiago. Promosso tenente nel maggio 1917 fu trasferito alla 1353ª Compagnia mitraglieri Fiat, e al comando della 1ª Sezione si distinse durante le fasi di ripiegamento dell'esercito sulla linea del Piave al ponte di Sacile, venendo decorato con una medaglia d'argento al valor militare. Rimasto ferito nell'azione fu ricoverato all'ospedale da dove uscì qualche giorno dopo, ed invece di recarsi presso il deposito mitraglieri come gli era stato ordinato, raggiunse la sua compagnia al fronte, assumendone il comando.
La sera del 30 novembre ricevette l’ordine di portarsi ed attestarsi sul Sisemol e di tenere la posizione ad ogni costo. Per diversi giorni respinse con il fuoco delle sue mitragliatrici gli attacchi nemici, ponendo una accanita difesa. Rimasto gravemente ferito, dopo dodici ore consecutive di disperata difesa, accerchiato con i superstiti della compagnia dal nemico avanzante, fu l'ultimo ad abbandonare la posizione. Per questo fatto con Regio Decreto dell’8 gennaio 1922 gli fu conferita la medaglia d’oro al valor militare a vivente.
Dopo una lunga degenza in diversi luoghi di cura, nel febbraio 1921 fu posto in congedo assoluto e riprese la sua attività professionale di perito agrimensore. Richiamato, a domanda, in servizio attivo dall'aprile 1925 con i grado di capitano fu, per oltre sei anni, direttore della Sezione staccata della Direzione del Genio Militare di Brescia. Trasferito al Ministero della guerra a Roma prestò servizio presso la Direzione Generale del Genio militare, con le successive promozioni a maggiore per meriti eccezionali nel 1937, a tenente colonnello nel 1940 e a colonnello nel giugno 1943. L’anno dopo passò a disposizione del Comando Territoriale di Roma e nel 1947 fu collocato in congedo assoluto. Si spense a Roma il 31 gennaio 1952.

### Fonti
1. 1 2 3 4 5 6 7 8 9 10 11 12 13 14 15  Combattenti Liberazione.
2. 1 2  Carolei, Greganti, Modica 1968, p. 224.
3. ↑  Medaglie d'oro al valor militare sul sito della Presidenza della Repubblica